# Visent

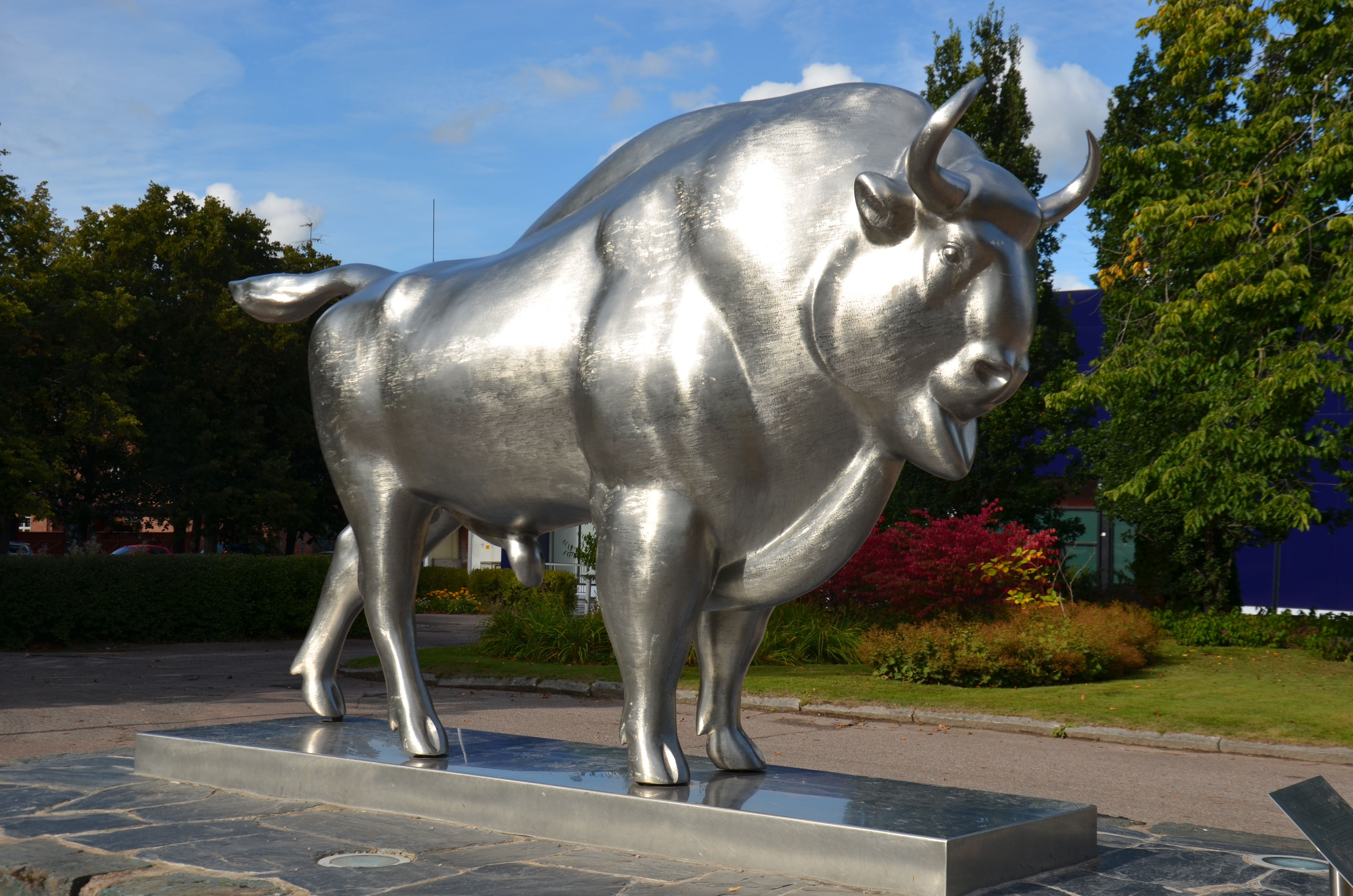
En Visent i rostfritt stål i Avesta av konstnären Lars Andersson.

Visent eller europeisk bison (Bison bonasus) är en av de två idag levande arterna i släktet Bison. Den europeiska arten är i jämförelse med sin amerikanska släkting bisonoxen (amerikansk bison) mindre i storlek, har något längre svans och kortare päls. Den lever kvar i Europa, medan arten amerikansk bisonoxe (Bison bison) avdelades efter utvandring till Amerika för cirka 10 000 år sedan via landbron vid nuvarande Berings sund.

## Etymologi
Namnen visent och bison är kognata och är ursprungligen samma ord (jämför med att byta ut v:et eller b:et mot varandra). ”Visent” är ett modernt lån från tyska: Wisent (av fornhögtyska: wisunt) medan ”Bison” härrör latin och grekiska. Namnet finns belagt i fornvästnordiskan som visundr. I östnordiska språken finns medellågtyska: wesent inlånat i sammansättningen ”vesselhorn” som fornsvenska: väselhorn/vesnehorn (forndanska: wesene horn, äldre danska: vesels horn, danska: vesselhorn).
Idag betecknar visent främst europeisk bison medan bison och bisonoxe betecknar amerikansk bison.

## Utseende
Visenten är, efter det att stäppbison och uroxe dött ut, Europas största och tyngsta landlevande däggdjur och det sista vildlevande oxdjuret i Europa. Könsmogna hannar är betydligt större än honor. Denna påfallande könsdimorfism angående vikten uppkommer först när individerna är omkring tre år gamla. Vid födelsen väger kalvar av honkön i genomsnitt 24 kg och kalvar av hankön 28 kg. Under de första tre månaderna dubblar de sin vikt och efter det första levnadsåret väger honor omkring 175 kg och hannar omkring 190 kg. Efter fyra år nådde tjurar som hölls i inhägnader cirka 500 kg medan kor nådde omkring 400 kg. Den tyngsta tjuren, som hölls i en polsk anläggning, hade en vikt på 920 kg. Frilevande individer i Bialowiezaskogen är däremot tydligt lättare. Där väger tjurar efter fyra år i genomsnitt 467 kg och kor i genomsnitt 341 kg. Den största fritt levande tjuren blev 820 kg tung.
Längden för huvudet samt bålen är för tjurar som är äldre än 6 år upp till 3 meter. Deras mankhöjd går ibland upp till 1,88 meter. Kor av visent når en maximal mankhöjd på 1,67 meter samt en längd (utan svans) på 2,70 meter.

## Utbredning
Vilda (återintroducerade) bestånd finns i Polen, Ukraina, Litauen, Rumänien, Ryssland, Slovakien och Belarus. Ett försök att återinföra arten i Kirgizistan misslyckades. Visent lever vanligen i låglänta områden. Under sommaren vandrar den i Karpaterna och Kaukasus upp till bergsängar. Arten når där 800 meter över havet (Karpaterna) respektive 2100 meter över havet (Kaukasus).

## Levnadssätt
Visenten är ett flockdjur som främst äter gräs, halvgräs och örter. Blad och kvistar från buskar och träd utgör en mindre del av födan. I sällsynta fall äter visent även mossa, ormbunkar, fräken och svampar. I Białowieżaskogen får visenten hjälp av människan under vintern genom högar med hö som lämnas på utvalda platser. Djuret behöver dricksvatten varje dag. Individerna krossar isskiktet som täcker pölar eller vattendrag med hjälp av klövarna. Under största delen av året bildar tjurar ungkarlsflockar och kor samlas med sina ungar i egna flockar som vanligen har 13 till 15 medlemmar. De senare har en dominant hona i spetsen och gruppens revir är ungefär 100 km² stort.
Visenten går vanligen långsamt. Vid behov kan den hoppa över tre meter breda vattendrag eller över två meter höga staket.
Brunsttiden infaller i augusti–oktober och kalvarna föds i maj–juli. Under parningstiden strider tjurarna mot varandra om rätten att para sig. Den framgångsrikaste tjuren och kon lever en tid lite avskilt från flocken. Nyfödda ungar är tidigt utvecklade och kan gå några timmar efter födelsen. Ungen diar sin mor ungefär ett år.

## Systematik
Både tjuren och kon har horn. Visenten och bisonoxen tillhör samma underfamilj som modern tamboskap och kan få fertila avkommor när de paras med kor. Den polska korasen Żubroń är ett resultat av sådan korsning.

## Visent och människa
Arten hade under historisk tid ett stort utbredningsområde i västra, centrala och sydöstra Europa fram till Kaukasus.
Efter att de utrotats i naturen planterades ett antal visenter ut i Polen där de åter ingår i den inhemska faunan. 1927 sköts den sista vilda visenten i världen i västra Kaukasus. I världen fanns då endast 54 djur kvar, levande i djurparker. Samtliga nu levande djur härstammar från 12 djur.
Idag bedrivs ett gediget avelsarbete för att bevara arten. 2002 fanns det 3079 stambokförda visenter varav 60 procent frilevande. Polen har varit ledande under lång tid, bland annat genom sin nationalpark Białowieża.

### Återintroduktions- och bevarandeprojekt
Återintroduktions- och bevarandeprojekt för visenter finns i bland annat i Tyskland, Danmark, Rumänien, Spanien och Tjeckien. Förutom att främja själva bevarandeaspekten hoppas man även att visenterna ska vara en turistattraktion samtidigt som de hjälper till att hålla markerna öppna och gynnar biodiversiteten.
Även i Sverige har återintroduktion av visenter förts på tal.

### Visenter i Sverige

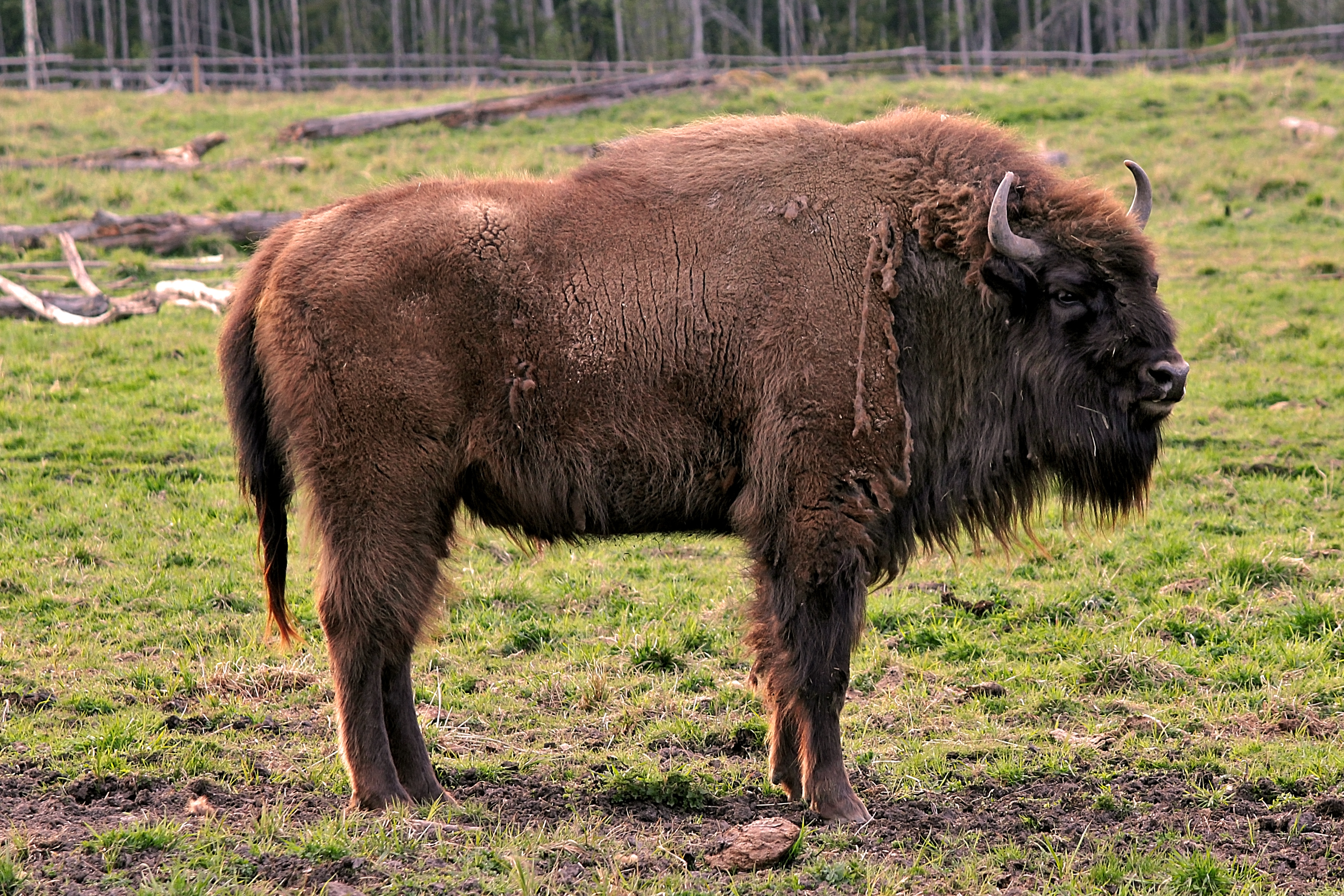
Visent i Avesta visentpark

I Sverige levde djuret under förhistorisk tid främst i södra Sverige, och man kan ibland påträffa kvarlevor av visent i torvmossar där. Man tror att djuret levde så långt upp som till Tiveden och Kolmården. Visenten dog ut i Sverige på 1000-talet.
Alarik Behm på Skansen i Stockholm har tillsammans med generalkonsul Axel Ax:son Johnson haft en betydande roll när det gäller artens bevarande. År 1910 anlände den första visenten till Skansen och redan 1929 sände man exemplar tillbaka till Polen. Generalkonsuln överlät mark åt de djur som Skansen inte hade plats för och 1924 flyttades de till ett hägn vid Långsjön i Norbergs kommun, senare flyttat till trakten av Avesta, idag Avesta visentpark. Visenten blev från 1952 symbol för Avesta Jernverk, som då ägdes av Ax:son Johnson. Den fullstora staty av visenttjuren Pudam i rostfritt stål som en gång prydde infarten till järnverket, står idag framför stadshuset i Avesta. I Avesta visentpark lever två flockar med upp till ett trettiotal djur. Bolaget (idag Outokumpu Stainless) ägde och förvaltade parken fram till 2005, då den överläts till Avesta kommun. I parken har över 300 visentkalvar fötts genom åren och därmed bidragit till ett framgångsrikt europeiskt avelsprojektet. Så sent som år 2009 bidrog Skansen, Borås djurpark och Avesta med varsin visent till ett reintroduktionsprojekt i Rumänien.
I Blekinge finns ett naturreservat, Eriksbergs Vilt- och Naturpark  som har ett bestånd på 55 djur.
Visentstamboken (European Bison Pedigree Book) för 2017 registrerade 123 visenter i Sverige:
- Av Avesta visentpark 24 60°09′03″N 16°07′27″Ö / 60.15083°N 16.12417°Ö
- Bo Borås djurpark 9 57°44′30″N 12°56′50″Ö / 57.74167°N 12.94722°Ö
- En Eriksbergs Vilt- och Naturpark 55 56°10′50″N 15°00′08″Ö / 56.18056°N 15.00222°Ö
- Gn Samstorps gård, Gräddö 5 59°44′50″N 19°00′17″Ö / 59.74722°N 19.00472°Ö
- Sk Skånes djurpark 5 55°57′13″N 13°32′08″Ö / 55.95361°N 13.53556°Ö
- Kol Kolmårdens djurpark 6 58°39′16″N 16°27′59″Ö / 58.65444°N 16.46639°Ö
- Kb Kungsbyns djurpark, Västerås 5 59°35′40″N 16°48′16″Ö / 59.59444°N 16.80444°Ö
- Lyk Lycksele djurpark 2 64°35′07″N 18°39′58″Ö / 64.58528°N 18.66611°Ö
- - Bringes vilthägn vid Norrlanda på Gotland 2 57°30′08″N 18°38′01″Ö / 57.50222°N 18.63361°Ö
- Sto Skansen 5 59°19′05″N 18°06′07″Ö / 59.31806°N 18.10194°Ö
- Ax Taxinge säteri 3 59°14′49″N 17°18′33″Ö / 59.24694°N 17.30917°Ö
- Ah Smultronhöjdens vilthägn, Hertsånger, Ånäset 4 64°14′56″N 21°05′42″Ö / 64.24889°N 21.09500°Ö